# Les Lieux d'une fugue
Les Lieux d'une fugue est un récit autobiographique de Georges Perec, publié dans le recueil de textes posthumes intitulé Je suis né. Cette nouvelle a été rédigée en 1965.
Ce texte relate — à la troisième personne — la tentative de fugue de Georges Perec, alors âgé de onze ans, du domicile de sa tante. La fugue, d'une durée de quelques heures, ne permit à l'orphelin de n'explorer que quelques stations de métro. Néanmoins l'essentiel semble davantage, dans ce récit, l'expression du profond sentiment de solitude et d'égarement éprouvé par l'enfant, qui tente, par divers éléments du quotidien de maîtriser une conscience tourmentée. Jamais le motif exact de la fugue ne sera explicité, si ce n'est un vague mal-être ou un désir de liberté.
Cette nouvelle fit l'objet d'une adaptation filmique par l'auteur. Georges Perec, dans une mise en scène sobre et distante, tente de  retrouver les lieux de la fugue de son enfance. Le texte du court récit autobiographique constitue la quasi-totalité de la bande sonore du film. 
Le court métrage, d'une durée de 41 minutes, a été réalisé en 1978. La voix-off est réalisée par Marcel Cuvelier. Le film a été entièrement financé par une commande de L'INA.
L'œuvre filmique est disponible dans le catalogue de l'INA, sous le titre Georges Perec, Volume I, édité en 2007.